# 缪钺
缪钺（1904年12月6日—1995年1月6日），字彦威，男，江苏溧阳人，生于直隶（今河北）迁安，中国学者。北京大学文科肄业。曾任河南大学、广州学海书院、浙江大学、华西协合大学、四川大学教授，在魏晋南北朝史学与文学、唐宋文学、诗学、词学、古籍整理、中国古代思想史等领域均有建树，书法亦堪称大家。

## 生平
1904年12月6日（清光绪三十年甲辰十月三十日）生于直隶（今河北省）迁安县。
1995年1月6日逝世于成都。

## 主要著作
《元遗山年谱汇纂》、《中国史上之民族词人》、《诗词散论》、《杜牧诗选》、《三国志选》、《读史存稿》、《杜牧年谱》、《杜牧传》、《冰茧庵丛稿》、《冰茧庵序跋辑存》、《灵溪词说》（与叶嘉莹教授合著）、《词学古今谈》（合著）、《冰茧庵剩稿》等。